# Суглоб
Суглоб (лат. articulatio) — рухоме з'єднання кісток скелета, розділених щілиною. Переривисте з'єднання дозволяє кісткам, що зчленовуються, здійснювати рухи один до одного за допомогою м'язів. Суглоби розташовуються в скелеті там, де відбуваються виразно виражені рухи: згинання і розгинання, відведення і приведення, обертання. Як цілісний орган, суглоб бере важливу участь в здійсненні опорної і рухової функцій. Всі суглоби діляться на прості, утворені двома кістками, і складні, такі, що є зчленуванням трьох і більше кісток.
Суглоби утворені сполучною тканиною.

## Будова суглоба
Кістки скелета сполучаються різними шляхами. Є дві основні групи сполучень: синартрози (synarthrosis) і діартрози (diarthrosis). Діартрози — це рухомі порожнинні сполучення кісток, які називаються ще суглобами. У суглобі відрізняють основні і обов'язкові для цього частини: суглобову сумку або капсулу (capsula articularis), поверхні кісток (facie articularis), які зчленовуються, і порожнину (лат. cavum articulare).
Суглобова сумка прикріпляється по краю суглобових поверхонь, які оточуються нею з усіх боків. У неї 2 шари:
- зовнішній — щільний, фіброзний
- внутрішній — м'який, синовіальний, багатий на кровоносні судини.

На внутрішній оболонці капсули є оболонка, яка виділяє клейку рідину — синовію, яка служить для змащування поверхонь зічленованих кісток, внаслідок чого знижується тертя суглобових поверхонь. Суглобова сумка обмежує з усіх боків замкнуту суглобову порожнину (лат. cavum articulare). Поверхні зічленованих кісток вкриті тонкою пластиною гіалінового хряща, який має значну міцність і щільність.
Суглобові поверхні, сумка і порожнина є кардинальними ознаками всякого справжнього суглоба. Крім цих обов'язкових елементів у суглобах іноді зустрічаються деякі допоміжні апарати: допоміжні зв'язки, суглобові губи, диски, меніски та ін.
Допоміжні зв'язки суглобів можуть мати різні призначення:
- укріпні зв'язки
- підкріпні зв'язки
- внутрішньосуглобові зв'язки
- гальмівні зв'язки
- захисні зв'язки
- передавальні зв'язки

Суглобові губи є для деяких суглобів (плечового, кульшового) додатковими утвореннями, які розміщені по краю суглобової поверхні й збільшують її. Збудовані вони з волокнистого хряща та здебільшого мають кільцеподібну форму.
Суглобові диски та меніски є утворами зі сполучнотканинного волокнистого хряща та містяться всередині суглобової порожнини.

## Форми та види суглобів. Рух суглобів
Форма суглобових поверхонь цілком відповідає функції суглоба і перебуває в певній залежності від м'язового апарату, який діє на даний суглоб. У більшості суглобів одна поверхня вгнута й утворює суглобову западину або ямку (fossa articularis), а друга, що їй відповідає, опукла і має назву суглобової головки (caput articulare).
Рухи в суглобі можливі тільки з умовою, якщо зчленівні поверхні суглобів тісно стикаються і не відходять одна від одної. Механізм і характер руху суглобів залежать від форми суглобових поверхонь. Всі суглобові поверхні з членівних кісток розкладаються як відрізки геометрично правильних тіл обертання, які утворюються при русі навколо прямої нерухомої лінії — осі — будь-якої іншої лінії, що називається твірною. Залежно від положення твірної до лінії осі в результаті її обертання навколо цієї осі утворюється те чи інше тіло обертання, тому відрізняють суглоби циліндричні, блокоподібні, еліпсоподібні, сідлоподібні, кулясті і плоскі. Рух в суглобі ніби повторює рух твірної: одна суглобова поверхня нерухома, а друга обертається навколо неї, як твірна навколо своєї осі.
Суглоби можуть бути одновісними, двовісними, тривісними (або багатовісними).

### Одновісні суглоби
До одновісних суглобів належать циліндричні та блокоподібні суглоби.
1. У циліндричному суглобі (articulatio trochoidea) суглобові поверхні є вирізками циліндрів, вставлених один в одного. Один відрізок опуклий і утворює головку, другий увігнутий і становить суглобову западину. Рухи відбуваються навколо осі, що проходить через центр головки паралельно поверхням циліндра. Якщо ця вісь збігається з довгою віссю кістки, то рух у суглобі викликає рух усієї кістки навколо своєї поздовжньої осі. Прикладом можуть бути суглоби між дистальними та проксимальними кінцями ліктьової та променевої кісток: променева кістка обертається навколо ліктьової всередину (пронація) і назовні (супінація).
2. Блокоподібний (articulatio ginglymus) суглоб — це різновидність циліндричного суглоба, він відрізняється тим, що на опуклій зчленовній поверхні посередині має борозенку, а на вгнутій — відповідне борозенці підвищення у вигляді валка. Такий суглоб дістав назву обертального. Прикладом такого суглоба є гомілковостопний суглоб.

### Двовісні суглоби
До групи двохосьових суглобів належать еліпсоподібні і сідлоподібні суглоби.
1. У еліпсоподібного суглоба (articulario ellipsoidea) зчленівні поверхні становлять вирізки еліпсоїда. Останній виникає внаслідок обертання половини еліпса навколо довгої осі. Одна поверхня, як у всякому суглобі, опукла, друга, конгруентна першій, є суглобовою западиною. Прикладом можуть бути променевозап'ястний суглоб, суглоби між потиличною кісткою і шийним хребцем.
2. Сідлоподібний суглоб (articulatio sellaris) є відрізоком такого тіла, яке утворюється в результаті обертання дуги навколо осі, розміщеної від опуклості цієї дуги. Рухи відбуваються навколо двох взаємно перпендикулярних осей. Прикладом є зап'ястно-п'ястний суглоб і пальця руки.

У двохосьових суглобах, крім рухів згинання і розгинання, приведення і відведення їх, можливі колові рухи.

### Тривісні суглоби
Кулястий суглоб (arthrodia) — найбільш руховий вид зчленувань у людському тілі з виразно виявленою кулястою головкою і відповідною їй суглобовою западиною, яка охоплює менше половини окружності головки. Рухи відбуваються по трьох головних взаємно перпендикулярних осях — сагітальній, фронтальній і вертикальній. У кулястому суглобі може бути нескінченна кількість осей обертання, через що його і називають багатовісним. Також у ньому відбуваються колові рухи.
Як різновидності кулястих суглобів розглядають горіхоподібний та плоскі суглоби.
- Горіхоподібний суглоб (кулькоподібний, articulatio spheroidea) — це типовий кулястий суглоб, що відрізняється глибокою западиною, збільшеною коштом суглобової губи. Обсяг рухів трохи обмежений. Прикладом є кульшовий суглоб.

- Плоский суглоб (ampniarthrosis) відрізняється від інших наявністю плоских, майже рівних суглобових поверхонь, які є відрізками кулі з дуже великим радіусом. У плоских суглобах немає суглобових головок і западин, кривизна етичних поверхонь дуже мала. При русі допускається незначне ковзання однієї по іншій, внаслідок чого ці суглоби вважаються малорухомими й до них належать зап'ястно-п'ястні і плеснево-передплеснові суглоби та суглоби утворені суглобовими відростками хребців.

### Прості та складні суглоби
Якщо в утворенні суглоба беруть участь дві кістки, то таке зчленування називається простим суглобом. Це сполучення плечової кістки і лопатки (плечовий суглоб), сполучення між фалангами пальців (міжфалангові суглоби).
Суглоби, в яких суглобові поверхні утворені трьома або більше кістками називаються складними. Це у променево-зап'ястковому суглобі одна із суглобових поверхонь утворена трьома кістками зап'ястя, в ліктьовому суглобі зчленовуються три кістки.